# منتخب موريتانيا لكرة القدم
منتخب موريتانيا لكرة القدم هو ممثل موريتانيا الرسمي في رياضة كرة القدم. تعد كرة القدم هي الرياضة الشعبية الأولى عند الموريتانيين ، وقد بدأ الموريتانيون ممارستها بعد الاستقلال حيث أنشئ الاتحاد الموريتاني لكرة القدم عام 1961 م، و يعد المنتخب الموريتاني لكرة القدم من المنتخبات التي بدأت تأخذ مكانته المرموقة بين المنتخبات العربية والإفريقية عقب التأهل لنهائيات أمم إفريقيا للاعبين المحليين 2014 و نهائيات أمم إفريقيا 2019 و2021.

## تاريخ المنتخب
تأسست الاتحادية الموريتانية لكرة القدم والمنتخب الأول عام 1961، قبل أن ينضم بشكل رسمي للاتحاد الإفريقي بعدها بسبعة أعوام، إلا أنه على مدار النصف قرن الماضي لم يتمكن المرابطون من المشاركة في «الكان» ولو لمرة واحدة.
المباراة الأولى للمنتخب الموريتاني كانت أمام منتخب مالاغاسي (مدغشقر حالياً) والتي أُقيمت بأبيدجان في كوت ديفوار وانتهت بفوز مالاقاسي بخمسة أهداف مقابل هدف، فيما كانت الهزيمة الأكبر لموريتانيا في تاريخها عام 1972 عندما خسرت على يد غينيا (14/0)، بينما يعد الفوز الأكبر للمرابطين هو التغلب على على الصومال بنتيجة (8/2).
تنحصر مسابقات أندية موريتانيا في بطولتي الدوري التي تضم 14 فريقًا فقط وبطولة الكأس، فيما تم استحداث بطولة السوبر المحلي عام 2011.

## إنجازات المنتخب
يحتل المنتخب الموريتاني المرتبة 103 حاليًا في التصنيف الشهري للاتحاد الدولي لكرة القدم، فيما كان أعلى تصنيف له في يوليو 2017 عندما احتل المرتبة 81، بينما كان أسوأ تصنيف له عندما احتل المركز 206 في نوفمبر 2012.
المنتخب الموريتاني ليس بالأسم اللامع في عالم كرة القدم الإفريقية، حيث يسعى الفريق لتسطير أول إنجازاته في عام 2019، إلا أن أقصى ما حققه هو التأهل لكأس الأمم الإفريقية للمحليين عام 2014، على حساب السنغال.

## تصفيات كأس افريقيا 2019
تأهل المنتخب الموريتاني لكأس الأمم الإفريقية بعد احتلاله المركز الثاني في مجموعته بالتصفيات المؤهلة للكان، والتي ضمت منتخبات أنجولا وبوركينا فاسو وبوتسوانا، حيث كان المرابطون هم آخر المرشحين حسب التوقعات للتأهل عن تلك المجموعة.
موريتانيا فاجئت الجميع بتأهلها لكأس الأمم في الجولة قبل الأخيرة من التصفيات، حيث بدأت مشوارها بالتغلب خارج قواعدها على بوتسوانا بهدف نظيف، قبل أن تحقق المفاجأة بالفوز على بوركينا فاسو بهدفين دون رد.
المنتخب الموريتاني خسر في الجولة الثالثة بنتيجة قاسية أمام أنجولا بأربعة أهداف لهدف، إلا أن هذا لم ينل من عزيمتهم، حيث تمكنوا من رد الهزيمة بفوز بهدف نظيف على المنتخب ذاته في الجولة الرابعة، قبل أن يتم حسم الصراع بشكل نهائي بالفوز على بوتسوانا مُجددًا في الجولة الخامسة بهدفين لهدف.

## أبرز اللاعبين
أعلن المنتخب الموريتاني عن قائمة من 23 لاعبًا للمشاركة في كأس الأمم الإفريقية 2019 بمصر بجانب وضع 7 لاعبين آخرين على قائمة الانتظار.
وتضم القائمة الأولية 17 لاعبًا محترفًا خارج الدوري الموريتاني أبرزهم النجم علي عبيد، ظهير أيسر فريق ألكوركون الاسباني، وعبد الله با، مدافع فريق أوكسير الفرنسي، وباكاري ندايي، لاعب الدفاع الحسني الجديدي المغربي، ومختار سعيد الحسين، لاعب بلد الوليد الإسباني، وإسماعيل دياختي، مهاجم اتحاد تطاوين التونسي.

## المدير الفني
يتولى الفرنسي كورنتين مارتينس تدريب المنتخب الموريتاني منذ عام 2014، حيث بدأ مسيرته التدريبية في عام 2006 عندما درّب فريق ستاد كيومبر الفرنسي، قبل أن يتولى تدريب ستاد بريست في 3 مرات بأعوام 2007 و 2012 و 2013. ويتولي المدرب الفرنسي امير عبدو حاليا تدريب المنتخب الموريتاني بعد اقالة مدربه السابق بسبب سوء النتائج في كاس افريقيا ٢٠٢٢
وقاد لاعب بوردو الفرنسي السابق المنتخب الموريتاني في 21 مباراة رسمية وودية فاز في 7 منهم وتعادل في 4 وخسر 10، وأحرز 22 هدفًا وسكنت شباكه 27 هدفًا، فيما يعد الفوز الأكبر له كان على حساب جنوب السودان برباعية نظيفة، وأكبر نتائجه المفاجئة كانت بفوزه على جنوب إفريقيا بثلاثة أهداف لهدف.

## وصلات خارجية
- الموقع الرسمي
- قائمة بيانات المنتخب من الموقع الرسمي للفيفا باللغة العربية